# Палик
Палик (бел. Палік, Пялік) — озеро в Борисовском районе Минской области Белоруссии, расположено в 30 км севернее города Борисов, является расширением Березины. На берегу озера стоит одноимённая деревня. В Палик впадают реки Лютка, Смольница, Бурчак.
Озеро находится на территории «Березинского биосферного заповедника».
Озеро сильно зарастает, ширина полосы надводной растительности около 500 м. Берега низкие, заболоченные, торфянистые, местами песчаные, под кустарником. Дно плоское, вдоль берегов песчаное, выстлано сапропелем.
Во время Великой Отечественной войны в районе озера находилось крупное партизанское соединение, насчитывавшее более 4000 человек. В 1944 году немцы бросили на борьбу с ними очень крупное соединение (порядка 80000 солдат и офицеров), одним из которых была 36-я гренадерская дивизия СС «Дирлевангер». Больше месяца партизаны сражались с врагом и вышли победителями. Командиром партизанского соединения был Герой Советского Союза Роман Мачульский. 23 июня 1944 года Белорусские фронты и 1-й Прибалтийский фронт перешли в наступление. К озеру Палик прорвалась 35-я танковая бригада.